# 拉蒂约勒
拉蒂约勒（法語：La Tieule，法語發音：[la tjœl]）是法国洛泽尔省的一个市镇，属于芒德区。

## 地理
拉蒂约勒（44°23'2"N, 3°9'23"E）面积24 平方千米，位于法国奧克西塔尼大區洛泽尔省，该省份为法国南部内陆省份，北起上盧瓦爾省和康塔爾省，西接阿韦龙省，南至加尔省，东临阿尔代什省。
与拉蒂约勒接壤的市镇（或旧市镇、城区）包括：康帕尼亚克、圣萨蒂南、拉卡努尔格、阿韦龙河畔塞韦拉克、巴纳萨克-卡尼亚克、马斯格罗斯-科斯-戈尔日。

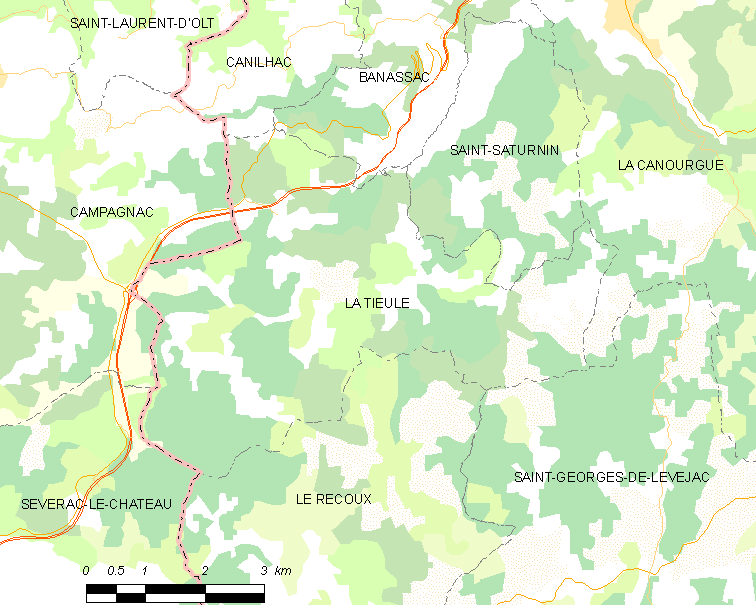
拉蒂约勒的OSM定位图

拉蒂约勒的时区为UTC+01:00、UTC+02:00（夏令时）。

## 行政
拉蒂约勒的邮政编码为48500，INSEE市镇编码为48191。

## 政治
拉蒂约勒所属的省级选区为拉卡努尔格县。

## 人口

1962-2008年间拉蒂约勒人口变化图示

拉蒂约勒于2022年1月1日时的人口数量为95人。